# Lijst van rijksmonumenten in Drimmelen (gemeente)
De gemeente Drimmelen telt 58 inschrijvingen in het rijksmonumentenregister. Hieronder een overzicht. 

## Drimmelen
De plaats Drimmelen telt 17 inschrijvingen in het rijksmonumentenregister. Zie Lijst van rijksmonumenten in Drimmelen (plaats) voor een overzicht.

## Hooge Zwaluwe
De plaats Hooge Zwaluwe telt 5 inschrijvingen in het rijksmonumentenregister.
| Object | Oorspronkelijke functie?  | Bouwjaar               | Architect        | Locatie          | Coördinaten?                  | Nr.?   | Afbeelding        |
| --- | ------------------------- | ---------------------- | ---------------- | ---------------- | ----------------------------- | ------ | ----------------- |
| Zeldenrust | Industrie- en poldermolen | 1866                   |                  | Kerkdijk 19      | 51° 40' 60" NB, 4° 45' 4" OL  | 22204  | Meer afbeeldingen |
| Protestantse kerk | Kerk en kerkonderdeel     | 1641                   | Jacob van Campen | Raadhuisstraat 3 | 51° 41' 18" NB, 4° 44' 34" OL | 22205  | Meer afbeeldingen |
| Raadhuis : eenvoudig bakstenen gebouw met twee uitspringende zijvleugels en een hardstenen bordes; op het dak een torentje met klok | Bestuursgebouw en onderdl | 1836                   |                  | Raadhuisstraat 5 | 51° 41' 18" NB, 4° 44' 33" OL | 22206  | Meer afbeeldingen |
| Woonhuis, witgepleisterd en gedeeltelijk witgeverfd, aan de dijk gelegen                                                            | Woonhuis                  | laatste helft 18e eeuw |                  | Raadhuisstraat 8 | 51° 41' 18" NB, 4° 44' 35" OL | 22207  | Meer afbeeldingen |
| Willibrordus | Kerk en kerkonderdeel     | 1867                   |                  | Kerkdijk 1a      | 51° 41' 7" NB, 4° 44' 56" OL  | 521501 | Meer afbeeldingen |

## Lage Zwaluwe
De plaats Lage Zwaluwe telt 11 inschrijvingen in het rijksmonumentenregister. Zie Lijst van rijksmonumenten in Lage Zwaluwe voor een overzicht.

## Made
De plaats Made telt 3 inschrijvingen in het rijksmonumentenregister.
| Object                    | Oorspronkelijke functie?  | Bouwjaar | Architect   | Locatie            | Coördinaten?                  | Nr.?   | Afbeelding        |
| ------------------------- | ------------------------- | -------- | ----------- | ------------------ | ----------------------------- | ------ | ----------------- |
| Nederlands Hervormde Kerk | Kerk en kerkonderdeel     | 15e eeuw |             | Patronaatstraat 27 | 51° 40' 46" NB, 4° 47' 53" OL | 28088  | Meer afbeeldingen |
| Hoop Doet Leven           | Industrie- en poldermolen | 1867     |             | Geraniumstraat 6A  | 51° 40' 29" NB, 4° 46' 58" OL | 28089  | Meer afbeeldingen |
| Gemeentehuis              | Bestuursgebouw en onderdl | 1871     | J. Verheyen | Nieuwstraat 2      | 51° 40' 39" NB, 4° 47' 34" OL | 521497 | Meer afbeeldingen |

## Terheijden
De plaats Terheijden telt 18 inschrijvingen in het rijksmonumentenregister. Zie Lijst van rijksmonumenten in Terheijden voor een overzicht.

## Wagenberg
De plaats Wagenberg telt 3 inschrijvingen in het rijksmonumentenregister.
| Object                | Oorspronkelijke functie?  | Bouwjaar  | Architect     | Locatie            | Coördinaten?                  | Nr.?   | Afbeelding        |
| --------------------- | ------------------------- | --------- | ------------- | ------------------ | ----------------------------- | ------ | ----------------- |
| H. Gummarus: pastorie | Kerkelijke dienstwoning   | 1856      |               | Dorpsstraat 58     | 51° 39' 55" NB, 4° 44' 50" OL | 521491 | Meer afbeeldingen |
| Sint-Gummaruskerk     | Kerk en kerkonderdeel     | 1903-1904 | P.J. van Genk | Dorpsstraat 56     | 51° 39' 55" NB, 4° 44' 50" OL | 521492 | Meer afbeeldingen |
| H. Gummarus: kruis    | Begraafplaats en -onderdl | 1867      |               | Dorpsstraat bij 58 | 51° 39' 54" NB, 4° 44' 50" OL | 526070 | Meer afbeeldingen |

's-Hertogenbosch ·
Alphen-Chaam ·
Altena ·
Asten ·
Baarle-Nassau ·
Bergeijk ·
Bergen op Zoom ·
Bernheze ·
Best ·
Bladel ·
Boekel ·
Boxtel ·
Breda ·
Cranendonck ·
Deurne ·
Dongen ·
Drimmelen ·
Eersel ·
Eindhoven ·
Etten-Leur ·
Geertruidenberg ·
Geldrop-Mierlo ·
Gemert-Bakel ·
Gilze en Rijen ·
Goirle ·
Halderberge ·
Heeze-Leende ·
Helmond ·
Heusden ·
Hilvarenbeek ·
Laarbeek ·
Land van Cuijk ·
Loon op Zand ·
Maashorst ·
Meierijstad ·
Moerdijk ·
Nuenen, Gerwen en Nederwetten ·
Oirschot ·
Oisterwijk ·
Oosterhout ·
Oss ·
Reusel-De Mierden ·
Roosendaal ·
Rucphen ·
Sint-Michielsgestel ·
Someren ·
Son en Breugel ·
Steenbergen ·
Tilburg ·
Valkenswaard ·
Veldhoven ·
Vught ·
Waalre ·
Waalwijk ·
Woensdrecht ·
Zundert